# Hyllekrog
Hyllekrog est une péninsule du Danemark de près de cinq kilomètres de long, située sur la côte sud de Lolland, à environ 8 km au sud-est de Rødbyhavn. Hyllekrog a une superficie d’environ 83 hectares. C’était à l’origine une île, la plus externe d’un certain nombre d’îles qui formaient la défense de Lolland contre la mer au sud. Au moment de la construction du terre-plein à la fin des années 1800, ces îles étaient reliées par des barrages, à l’exception de Hyllekrog. Mais en 1951, le passage entre Hyllekrog et la petite île inhabitée de Drummeholm, à l’ouest de celle-ci, a également été fermée. La forme allongée du promontoire est due au fait que le sable transporté le long de la côte se dépose constamment dans la zone peu profonde et forme ce que l’on appelle un monticule.
Au milieu du promontoire se dresse le phare d'Hyllekrog désaffecté, qui est ouvert à la visite du 16 juillet au 28 février. Depuis le phare, qui a été rénové en 2011, il y a une vue magnifique sur Hyllekrog, Saksfjed et Rødsand,
Le promontoire fait partie de la réserve de faune sauvage de Hyllekrog, zone Natura 2000 n°173 Smålandsfarvandet au nord de Lolland, Guldborgsund, Bøtø Nor et Hyllekrog-Rødsand. C’est à la fois une zone d’habitat, une zone de protection des oiseaux et une zone Ramsar ainsi qu’une zone de conservation de la nature de 1150 hectares du barrage de Saksfjed, Drummeholm et Hyllekrog. Elle fait également partie de la réserve de la Fondation pour la protection des oiseaux Saksfjed-Hyllekrog, South Lolland sur 217,4 hectares. Il y a une interdiction d’accès à Hyllekrog du 1er mars au 15 juillet.